# Institut ouïghour d’Europe
L'institut ouïghour d'Europe (IODE) est association loi de 1901 fondée en janvier 2019 présidée par Dilnur Reyhan. Il est une émanation de l'association étudiante ouïghoure nommée Oghouz. Il se donne pour objectifs d'améliorer la visibilité des Ouïghours dans toute l'Europe et de former une génération de Ouïghours européens conscients de leur culture et de leur apport.

## Fondation et objectifs
L'institut ouïghour d'Europe est fondé dans un contexte politique où plus d'un million de Ouïghours sont détenus dans des camps d'internement. Dilnur Reyhan estime alors que la fondation de l'association est urgente. Affirmant que les documents en langue ouïghoure sont brûlés et que les publications n'ont plus lieu, et que des milliers de membres de l'élite intellectuelle sont arrêtés, elle déclare qu'il revient aux trentenaires et quadragénaires de la diaspora ouïghoure d'agir. Dilnur Reyhan est fondatrice et présidente. Cette association est fondée à partir d'une autre association, Oghouz, qui regroupait des étudiants ouïghours. Dans sa description, l'institut ouïghour indique cependant que l'ancienne association ne correspond plus aux membres de la diaspora ouïghoure, dans la mesure où ces derniers  ne sont plus étudiants, pour la majorité. L'association se décrit comme laïque et féministe
. Elle reprend le proverbe « goutte après goutte se remplit le lac».

## Actions

### Actions culturelles
L'institut ouïghour d'Europe donne des cours de langue ouïghoure, traduit en français de la littérature ouïghoure, et organise des évènements culturels, comme, par exemple, à l'Inalco où Dilnur Reyhan enseigne. Cette association publie en outre la revue franco-ouïghoure Regard sur les Ouïghour·e·s, et dispose de plusieurs lieux et programmes : salon de thé, bibliothèque, maison d'édition, boutique, aides administratives, aux droits des femmes, aide à l'orientation, et formation.

### Actions pour la reconnaissance du génocide ouïghour
La reconnaissance du génocide des Ouïghours, notamment par la France, est demandée par l'institut ouighour d'Europe. Dilnur Reyhan, qui rappelle que les faits sont documentés, estime que la politique chinoise menée à l'égard des ouighours est un génocide, selon la définition de la convention de Genève de 1948. Elle considère que la reconnaissance du génocide, qui doit passer par plusieurs actions dont un boycott des Jeux Olympiques en Chine en 2022, est un acte qui concerne l'humanité entière, et pas seulement les ouighours. Le régime totalitaire chinois, en tant que modèle, peut être dupliqué, d'où l'universalité.

### Actions contre le travail forcé des ouighours
Avec d'autres associations, l'Institut Ouighour d'Europe dépose une plainte contre des entreprises se fournissant en coton dans le Xinjiang, où des ouighours effectuent du travail forcé. Le terme de crime contre l'humanité est employé
.

## Accueil
L'institut ouighour d'Europe est soutenu par la ville d'Ivry, qui lui verse une subvention. La maire de Paris, Anne Hidalgo, déclare avoir l'intention de fournir un local à cette association, qui réagit avec joie. 